# Жарков, Василий Иванович
Васи́лий Ива́нович Жарко́в (31 декабря 1917 [13 января 1918], Богородск, Московская губерния, РСФСР — 5 марта 1978, Москва, СССР) — советский футболист, нападающий, футбольный тренер. Мастер спорта СССР (1946).

## Биография

### Карьера игрока
Воспитанник ногинского футбола. С 1933 года выступал на взрослом уровне за команду «Красное Знамя» (Ногинск). В 1936 году в её составе стал полуфиналистом Кубка СССР, участвовал в полуфинальном матче против тбилисского «Динамо» (1:5) и забил единственный гол своей команды.
В 1938 году выступал в классе «А» за «Буревестник» (Москва). Дебютный матч сыграл 25 мая 1938 года против ленинградского «Динамо», а первый гол забил 6 июня 1938 года в ворота московского «Сталинца». Всего за сезон провёл 20 матчей в высшей лиге и забил три гола.
В 1939—1940 годах играл в соревнованиях коллективов физкультуры за клубную команду ЦДКА. В 1941 году числился в составе команды класса «А» «Профсоюзы-II» (Москва), но ни одного матча не сыграл. В годы Великой Отечественной войны находился в составе московского «Торпедо».
После окончания войны продолжил выступления за автозаводцев, за четыре сезона сыграл в высшем дивизионе 85 матчей и забил 17 голов. Бронзовый призёр чемпионата СССР 1945 года, финалист Кубка СССР 1947 года. В 1949—1950 годах играл в классе «А» за московский ВВС. В 1951—1953 годах выступал за команду Группы советских войск в Германии.
Всего в высшей лиге СССР сыграл 140 матчей и забил 24 гола.

### Тренерская карьера
В 1956—1957 годах возглавлял команду «Авангард» (Сормово/Горький), привёл её в 1956 году к победе в чемпионате РСФСР и вывел в класс «Б». Затем в течение полутора сезонов в 1958—1959 годах тренировал горьковскую «Ракету».
Позднее возглавлял ряд других команд низших лиг — «Трудовые резервы» (Курск), «Труд» (Саратов), «Динамо» (Махачкала).
В 1963 году окончил ГЦОЛИФК.
С 1967 года до конца жизни — тренер отдела футбола Всесоюзного совета ДСО Профсоюзов.
Скончался в Москве 5 марта 1978 года на 61-м году жизни. Урна с прахом захоронена в колумбарии на Ваганьковском кладбище.

## Личная жизнь
Братья Георгий (1915—1981) и Виктор (1927—1989) также были известными футболистами и тренерами.